# Rajd Rzeszowski 1979
6. Rajd „Stomil” Rzeszowski – 6. edycja Rajdu Rzeszowskiego. Był to rajd samochodowy rozgrywany od 9 do 10 lutego 1979 roku. Była to pierwsza runda Rajdowych Samochodowych Mistrzostw Polski w roku 1979. Rajd składał się z dwudziestu jeden odcinków specjalnych. Został rozegrany na śniegu. Zwycięzcą rajdu został Maciej Stawowiak.

## Wyniki końcowe rajdu[1][2]
| Miejsce | Kierowca             | Pilot                  | Samochód              | Czas    | Strata | Grupa Klasa |
| ------- | -------------------- | ---------------------- | --------------------- | ------- | ------ | ----------- |
| 1       | Maciej Stawowiak     | Jacek Lewandowski      | FSO Polonez 2000      | 2:08:14 | -      | IV/9-15 IV  |
| 2       | Jerzy Landsberg      | Janusz Szajng          | Opel Kadett GT/E      | 2:14:24 | +6:09  | IV/9-15 IV  |
| 3       | Bogdan Wozowicz      | Witold Wozowicz        | Lada VAZ 21011        | 2:15:34 | +7:20  | II/8 II/8   |
| 4       | Tomasz Ciecierzyński | Jacek Różański         | FSO Polonez 2000      | 2:16:57 | +8:43  | IV/9-15 IV  |
| 5       | Andrzej Koper        | Marek Pawłowski        | Renault 5 Alpine      | 2:22:55 | +14:40 | II/8 II/8   |
| 6       | Ryszard Plucha       | Janusz Wojtyna         | Polski Fiat 125p 1500 | 2:29:22 | +21:07 | I/8 I/8     |
| 7       | Evert Vesström       | Pericon Innela         | Toyota Celica GT      | 2:33:26 | +25:12 | I/8         |
| 8       | Andrzej Radecki      | Janusz Książkiewicz    | Polski Fiat 125p 1500 | 2:33:41 | +25:27 | II/8 II/8   |
| 9       | Adam Masłowiec       | Krzysztof Urbański     | Polski Fiat 125p 1500 | 2:42:51 | +34:37 | I/8 I/8     |
| 10      | Andrzej Witkowicz    | Marek Rompel           | Fiat 128 Sport Coupé  | 2:42:55 | +34:40 | I/7         |
| 11      | Tadeusz Buksowicz    | Włodzimierz Krzemiński | Polski Fiat 125p 1500 | 2:46:28 | +38:13 | I/8 I/8     |

1. ↑  Nieliczony w klasyfikacji RSMP